# Артериальная гипертензия
Артериа́льная гипертензи́я, АГ; гипертони́я (др.-греч. ὑπέρ «над, выше» + τόνος «натяжение; тон») — синдром повышения систолического артериального давления (САД) от 140 мм рт. ст. и выше, и одновременно или самостоятельно — диастолического АД (ДАД) ≥ 90 мм рт. ст.
Эссенциальная гипертензия (гипертоническая болезнь) составляет 90—95 % случаев гипертонии. В остальных случаях диагностируют вторичные, симптоматические артериальные гипертензии: почечные (нефрогенные и реноваскулярные) — 3—4 %, эндокринные — 0,1—0,3 %, гемодинамические, неврологические, стрессовые, обусловленные приёмом некоторых веществ (ятрогенные) и АГ беременных, при которых повышение давления крови является одним из симптомов основного заболевания. Среди ятрогенных гипертензий особо выделяются вызванные приёмом биологически активных добавок и лекарств. У женщин, принимающих гормональные контрацептивы, чаще развивается АГ (особенно это заметно у женщин с ожирением, у курящих женщин и пожилых женщин). При развитии АГ на фоне приёма этих препаратов и биологически активных добавок их следует отменить. Решение об отмене других лекарственных препаратов принимается врачом. АГ, не вызванная оральными контрацептивами, не является противопоказанием к заместительной гормональной терапии у постменопаузальных женщин. Однако при начале гормональной заместительной терапии АД (артериальное давление) следует контролировать чаще, так как возможно его повышение.
Возникновению гипертонической болезни способствуют более 20 комбинаций в генетическом коде человека.
По данным ВОЗ на конец 2020 года гипертония имеется у 1,13 миллиарда человек в мире, при этом около 40 % из них не знают о своём заболевании и только 10 % получают лечение.
17 мая — Всемирный день борьбы с гипертонией.

## Этиология
ГБ развивается вследствие перенапряжения психической деятельности под влиянием воздействия психоэмоциональных факторов, вызывающих нарушение корковой и подкорковой регуляции вазомоторной системы и гормональных механизмов контроля АД. Эксперты ВОЗ выделяют ряд факторов риска распространения артериальной гипертонии: возраст, пол, малоподвижный образ жизни, потребление с пищей поваренной соли, злоупотребление алкоголем, гипокальциевая диета, курение, сахарный диабет, ожирение, повышенный уровень атерогенных ЛП и триглицеридов, наследственность и др.
Экспертами ВОЗ и IAG[прояснить] больные распределены по группам абсолютного риска в зависимости от уровней АД и наличия: факторов риска; поражений органов, обусловленных АГ и сопутствующих клинических ситуаций.

## Патогенез
Повышение артериального давления (АД) обусловлено нарушением факторов, регулирующих деятельность сердечно-сосудистой системы. Первичным считается фактор наследственной предрасположенности. По концепции Ю. В. Постнова он заключается в распространённых нарушениях ионтранспортной функции и структуры цитоплазматической мембраны клеток. В этих условиях сохранность специфической функции клеток обеспечивается механизмом клеточной адаптации, связанным с регуляцией кальциевого обмена, с изменением гормонально-клеточных взаимоотношений, с ростом активности нейрогуморальных систем (гипоталамо-гипофизарно-надпочечниковой, ренин-ангиотензин-альдостероновой, инсулярной).
Кальциевая перегрузка клетки увеличивает сократительный потенциал гладких мышц сосудов и активирует клеточные факторы роста (протоонкогены). Происходящая при этом гипертрофия и гиперплазия гладких мышц сосудов и сердца ведёт к реконструкции сердца (гипертрофия) и сосудов (повышенная сократимость, утолщение стенки и сужение просвета), которые, являясь адаптивными, одновременно поддерживают гипертензию. Повышенное АД ведёт к возрастанию левожелудочкового систолического давления, увеличению напряжения (и гипертрофии) желудочка, возрастанию степени повреждения миокарда свободнорадикальным окислением.
Нарушения гемодинамики реализуются через патологию нейрогуморальных факторов в системе кратковременного действия (адаптационной) и в системе длительного действия (интегральной). Первые заключаются в извращении барорецепторных взаимоотношений в цепочке: крупные артерии, центры головного мозга, симпатические нервы, резистивные сосуды, ёмкостные сосуды, сердце, а также в активации почечного эндокринного контура, включающею ренинангиотензиновый механизм и резистивные сосуды. Нарушения в интегральной системе регуляции представлены избыточной секрецией альдостерона, задержкой натрия и воды, а также истощением депрессорных механизмов почек (простагландин Е2, калликреин, брадикинин), сосудов (простациклин, калликреинкининовая и дофаминэргическая сосудистая системы, эндотелиальный релаксирующий фактор — окись азота) и сердца (предсердный натрийуретический фактор).
Важными патогенетическими факторами АГ признаны тканевая инсулинорезистентность, сопряжённая с усилением реабсорбции натрия, активности симпатической нервной системы, экспрессией протоонкогенов и ослаблением вазодилататорных стимулов, а также повышение плотности рецепторов сосудистого русла и миокарда и их чувствительности к адренергическим воздействиям под влиянием избыточной секреции кортизола и тиреоидных гормонов. Существенная роль принадлежит нарушениям биологического ритма нейроэндокринных систем и гормонов, обеспечивающих регуляцию ритмов сердечно-сосудистой системы. Обсуждается патогенетическая значимость снижения продукции половых гормонов и их защитного действия в отношении сосудистого русла, влияния на гемодинамику локальных нейрогуморальных систем (почечной, мозговой, сердечной, сосудистой), реконструкции сосудов и утилизации вазоактивных гормонов.
Реконструкция сердца и сосудов, длительные периоды гипертензии приводят к нарушениям диастолической и систолической функции миокарда, а также церебральной, коронарной и периферической гемодинамики с формированием типичных осложнений артериальной гипертензии (инсульт, инфаркт, сердечная и почечная недостаточность).

## Классификация АД, измеренного по методуКороткова
Ранее считалось[кем?], что в норме возможно небольшое различие в значениях систолического артериального давления у одного человека при измерении его на разных руках. Последние данные, однако, говорят о том, что разница в 10—15 мм рт. ст. может свидетельствовать о наличии если не церебро-васкулярных заболеваний, то, по крайней мере, патологии периферических сосудов, способствующей развитию артериальной гипертензии и других сердечно-сосудистых заболеваний. Причём, хотя данный признак имеет низкую чувствительность (15 %), его отличает очень высокая специфичность (96 %). Поэтому артериальное давление, действительно, как это всегда было отражено в инструкциях, следует измерять на обеих руках, фиксировать различия для назначения дополнительных обследований, классифицировать давление по максимальному показателю из двух рук. Чтобы не ошибиться, полагается в каждом случае измерять давление на каждой руке трижды с короткими интервалами и считать истинными самые низкие показатели давления (следует однако, иметь в виду, что встречаются больные, у которых величины давления с каждым измерением не понижаются, а повышаются).
| Категории АД                      | САД                  | ДАД                  |
| --------------------------------- | -------------------- | -------------------- |
| Оптимальное                       | < 120                | < 80                 |
| Нормальное                        | 120—129 (< 130*)     | 80—84 (< 85*)        |
| Высокое нормальное                | 130—139 (130—139*)   | 85—89 (85—89*)       |
| АГ 1-й степени                    | 140—159 (140—159*)   | 90—99 (90—99*)       |
| АГ 2-й степени                    | 160—179 (≥160*)      | 100—109 (≥100*)      |
| АГ 3-й степени                    | ≥ 180 (отсутствует*) | ≥ 110 (отсутствует*) |
| Изолированная систолическая АГ ** | ≥ 140                | < 90                 |

* — новая классификация степени АГ от 2020 года (ACC/AHA Hypertension Guidelines).
** — ИСАГ должна классифицироваться на 1, 2, 3 степени согласно уровню систолического АД.
Документы JNC-VII сохранили отдельные группы нормального и высоконормального (высокого нормального) давления, охарактеризовав обе группы как группы людей с предгипертензией, но объединили 2-ю и 3-ю степени АГ в единую вторую степень JNC-VII. Это объединение не прижилось в отечественной кардиологии в связи с тем, что академик А. Л. Мясников охарактеризовал только группу, примерно соответствующую 3-й степени АГ, как группу «склеротической гипертензии». Связь АГ с атеросклерозом, ишемической болезнью сердца, сердечной недостаточностью у больных АГ 1—2-й степени по JNC-VI без сердечного метаболического синдрома может быть очень сложной и неоднозначной, в связи с чем назначаемые им антигипертензивные средства должны обладать не связанными со снижением давления кардиопротекторными эффектами, но АГ всегда способствует развитию ишемической болезни почек, АГ и даже предгипертензия ухудшают прогноз у больных сердечным метаболическим синдромом и у больных диабетом вследствие поражения органов-мишеней.
«Стадии гипертонической болезни» (советская классификация):
- Гипертоническая болезнь (ГБ) I стадии предполагает отсутствие обнаруживаемых старыми медицинскими технологиями изменений в «органах-мишенях»;
- Гипертоническая болезнь (ГБ) II стадии устанавливается при наличии изменений со стороны одного или нескольких «органов-мишеней»;
- Гипертоническая болезнь (ГБ) III стадии устанавливается при наличии ассоциированных клинических состояний.

Различают синдромы первичной и вторичной артериальной гипертензии. Синдром первичной артериальной гипертензии (эссенциальной, гипертонической болезни) наблюдается у 90—95 % больных с повышенным АД, у остальных 5 % АГ вызывают заболевания, посиндромно объединённые как вторичные АГ почечного и иного генеза.
Синдром первичной АГ (ГБ) в начале заболевания часто характеризуется более или менее длительным периодом лабильной артериальной гипертонии, иногда осложняющейся гипертоническими кризами. Больной может не ощущать ухудшения самочувствия вплоть до начала гипертонического криза и не подозревать о болезни до постановки диагноза врачом. Это в целом характерно для АГ, обычно являющейся, в отличие от своих опасных осложнений и заболеваний, вызвавших вторичную АГ, субъективно не манифестированным заболеванием. Развитие АГ может и проявляться: головными болями, болями в области сердца (кардиалгиями), общей слабостью, нарушениями сна, часто вследствие усиления образования мочи ночью и никтурии. У здоровых людей даже при часто способствующей успехам в различной деятельности гипертензивной реакции днём АД значительно снижается до оптимальных величин во время ночного сна, а у больных ГБ это обычно не происходит. Развитию ГБ способствуют ночные смены или ночной образ жизни. Поражение органов-мишеней проявляется развитием гипертрофии миокарда, утолщением стенок сосудов.
Синдром вторичной (симптоматической) артериальной гипертензии почечного генеза наблюдается при поражении почечных артерий (вазоренальные, или реноваскулярные гипертензии) и при паренхиматозных гипертензиях: IgA-нефропатии, хроническом гломерулонефрите, вторичных гломерулонефритах, осложнивших острый гломерулонефрит, нефропатию беременных, диабетической нефропатии, подагре, коллагенозах, васкулитах, при опухолях почек, мочекаменной болезни. Синдрому обычно сопутствуют симптомы — боли в поясничной области, дизурические явления, отёки, а также патология мочевого осадка и изменения в анализах крови воспалительного характера.
Прочими причинами симптоматических гипертензий могут служить заболевания эндокринной системы, последствия заболеваний и травм головного мозга, воспалительные заболевания и пороки развития аорты и многие другие. По мере развития симптоматических (вторичных) гипертензий при отсутствии своевременного лечения вызвавших их заболеваний у больных возникает и ГБ, и после излечения этих заболеваний АГ становится менее выраженной, но не исчезает из-за ГБ.

## Клиническое течение заболевания

### Гипертоническая болезнь
Гипертоническая болезнь (эссенциальная гипертензия) — мультифакторное полиэтиологическое заболевание. В основе патогенеза заболевания выступают:
- внутренние факторы:
  - аномалии развития (например, аномальный вес при рождении);
  - другие симптоматические компоненты, например, связанные с ведением родов во время рождения больного;
  - наследуемые полигенные факторы, обуславливающие высокую активность прессорных механизмов длительного действия и/или снижение активности депрессорных механизмов[12];
- внешние факторы:
  - климат;
  - неправильное питание, особенно избыточное потребление поваренной соли[13]
  - плохая потребляемая вода;
  - вредные условия труда;
  - микроклимат жилого помещения;
  - неправильный отдых;
  - дефицит витаминов, эссенциальных биоэлементов;
  - взаимоотношения с людьми.

Непосредственной причиной гипертонической болезни является повышенная активность биологических механизмов, которые вызывают повышение минутного объёма крови и/или повышение периферического сосудистого сопротивления. Важное место среди этих механизмов занимает репликация патогенных микроорганизмов, особенно усиливающаяся при различных стрессовых состояниях связанная с изолированной систолической гипертензией и систоло-диастолической гипертензией репликация цитомегаловируса — это наблюдалось в России, затем в среднеатлантических штатах США, казахских, китайских популяциях, хотя в популяциях США в целом данные ещё недостаточно изучены. Это связано с тем, что повышение экспрессии ангиотензина II и ренина в крови и тканях, безусловно наблюдаемое в результате воздействия цитомегаловируса, не всегда приводит к развитию артериальной гипертензии, так как, например, люди африканской расы имеют очень высокий уровень ангиотензина II и ренина, гипертензия у них действительно протекает тяжелее, но на Кубе, в Пуэрто-Рико и особенно в Африке распространённость АГ обычно значительно ниже, чем среди белых США.
Заболевание закрепляется с момента истощения депрессорной функции почек. Проявляется стойким хроническим повышением диастолического и/или систолического артериального давления, характеризуется частотой от 15 до 47 % в популяции.
В настоящее время учёные, начиная с Г. Ф. Ланга в России и позднее знаменитого физиолога Г. Селье в Канаде, установили, что важным компонентом патогенетических механизмов, приводящих к развитию гипертонии и влияющих на прогноз, являются условия труда, быта, социальные факторы и психоэмоциональный стресс. Важную роль играет длительная психическая травматизация. В то же время существует предположение о том, что степень влияния стрессового воздействия зависит от личностных особенностей и предрасположенности к развитию артериальной гипертензии.

### Гипертонический криз
Гипертонический криз является результатом резкого нарушения механизмов регуляции артериального давления, что, в свою очередь, приводит к сильному повышению артериального давления и расстройствам циркуляции крови во внутренних органах. Во время гипертонического криза наблюдаются симптомы нарушения кровоснабжения головного мозга и сердца. У больных встречаются следующие жалобы и симптомы:
- Резкое и чаще необычно значительное повышение артериального давления (у обычно нормотензивных и гипотензивных пациентов при гипертоническом кризе давление может не достигать значительных величин)
- Потеря работоспособности, утомляемость
- Покраснение лица, груди
- «Мошки», мелькание перед глазами
- Бессонница, тревога, страх
- Головные боли, особенно в затылочной части
- Шум, звон, писк в ушах, оглушённость
- Одышка
- Боли в груди
- Неврологические нарушения, головокружение, помрачение сознания

Гипертонический криз может быть осложнённым (жизнеугрожающим), когда для сохранения жизни медицинскую помощь нужно стремиться оказать в течение часа, неосложнённым (до 24 часов). При злокачественной гипертензии спасти жизнь больному можно и при большей задержке. Но лучше начинать лечение максимально быстро во всех случаях, так как поражение органов-мишеней зависит от времени до начала лечения и происходит при всех кризах и при злокачественной гипертензии.
Гипертонический криз всегда считается осложненным в следующих случаях:
- гипертоническая энцефалопатия;
- острое нарушение мозгового кровообращения;
- острый коронарный синдром;
- острая левожелудочковая недостаточность;
- расслаивающая аневризма аорты;
- феохромоцитома;
- ГК на фоне приёма амфетаминов, кокаина и др.
- преэклампсия и эклампсия;
- тяжелая АГ, ассоциированная с субарахноидальным кровоизлиянием или травмой головного мозга;
- АГ у послеоперационных больных и при угрозе кровотечения.

Гипертонический криз представляет опасность для больных как без, так и с уже существующими болезнями сердца и головного мозга. Гипертонические кризы происходят у больных феохромоцитомой (в том числе, на фоне гипотензии) и часто у больных эссенциальной гипертензией (гипертонической болезнью) периодически. Подобные кризам при феохромоцитоме адренергические (катехоламиновые) кризы наблюдаются при употреблении кокаина, амфетаминов, передозировке эфедрина и норадреналина, при отмене клонидина или метилдопы, часто — после тяжёлых ожогов, подобные вегетативные кризы встречаются при соматоформной вегетативной дисфункции сердца и сердечно-сосудистой системы. У перенёсших гипертонический криз — склонность к рецидивам. Гипертоническая болезнь и феохромоцитома могут сочетаться и с другими артериальными гипертензиями. Злокачественная гипертензия может быть осложнением любой артериальной гипертензии. При осложнённых гипертонических кризах (hypertensive emergency) медицинскую помощь необходимо оказать в течение нескольких десятков минут (в крайнем случае, до часа), при расслаивающейся аневризме аорты — нескольких минут. Следует дифференцировать гипертонические кризы с другими подобными сопровождающимися повышением артериального давления состояниями — преэклампсией (бывает только у беременных), эклампсией (осложнение преэклампсии, в том числе, не диагностированной, может быть также во время и после родов), вегетативным кризом при соматоформной дисфункции сердца и сердечно-сосудистой системы, панической атакой при паническом расстройстве, генерализованном тревожном расстройстве, неврозе навязчивых состояний, фобиях, синдроме постравматического стресса, головными болями (особенно головными болями гипертонической болезни и мигренями), приступами стенокардии, почечными коликами, нефроптозом (может быть следствием энтероптоза), тиреотоксическими кризами, эритремическими кризами, началом злокачественной артериальной гипертензии, обострением хронических заболеваний почек и т. д. Эти состояния могут и сочетаться с гипертоническим кризом. Гипертонический криз может быть первым проявлением ранее не диагностированной артериальной гипертензии.
Лечение гипертонического криза начинают с установки для больного покоя и точного измерения давления. При оказании первой медицинской помощи (не обычной первой помощи) и в медицинском учреждении по показаниям (с учётом абсолютных и относительных противопоказаний каждого препарата) вводят парентерально эналаприлат (особенно показан при недостаточности левого желудочка миокарда, при злокачественной гипертензии без стеноза почечных артерий, при кризах с высокой активностью ренина плазмы, но противопоказан для экстренной помощи при инфаркте миокарда, так как в первые сутки после инфаркта иАПФ нельзя вводить внутривенно), нитроглицерин (при остром коронарном синдроме и острой недостаточности левого желудочка); нитропруссид натрия (является препаратом выбора при гипертонической энцефалопатии, однако следует иметь в виду, что он может повышать внутричерепное давление и вызывать азотемию), бета-адреноблокаторы (метопролол, эсмолол Эсмолол) предпочтительны при расслаивающей аневризме аорты и остром коронарном синдроме, а также при высокой активности ренина плазмы и противопоказаниям для эналаприлата); антиадренергические средства (фентоламин при подозрении на феохромоцитому); диуретики (фуросемид при острой недостаточности левого желудочка); нейролептики (дроперидол); гидралазин, лабеталол при преэклампсии и эклампсии, сульфат магния (медленно при живом плоде и с прекращением хотя бы за два часа до родов живого ребёнка) при эклампсии; ганглиоблокаторы пентамин, например, в частности, если обычно при подобном кризе назначают бета-блокаторы, а у данного больного — хроническая обструктивная болезнь лёгких. Для лечения гипертонического криза при феохромоцитоме используются альфа-адреноблокаторы (фентоламин, 5—10 мг внутривенно или внутримышечно с последующим налаживанием инфузии 2—3,5 мкг/кг/мин). После устранения гипертензии при наличии выраженной тахикардии и (или) нарушений сердечного ритма назначаются бета-адреноблокаторы. По назначению врача для купирования повторного и последующих неосложнённых гипертонических кризов больной использует каптоприл, реже — лабеталол, празозин, при систолическом артериальном давлении более 200 мм рт. ст. — клофелин сублингвально или перорально. Назначенные врачом сублингвальные средства должны быть у подверженного кризам больного с собой. При доступности медицинской помощи в условиях стационара возможно введение внутривенно эналаприлата, лабеталола, празозина, нифедипина.
Осложнения гипертонического криза: ретинопатия, отёк соска зрительного нерва, нарушения и потеря зрения, аритмическая болезнь сердца, сердечная недостаточность, инфаркт миокарда, синдром диссеминированного внутрисосудистого свёртывания крови (ДВС-синдром), гемолитическая анемия, острое нарушение мозгового кровообращения, отёк лёгких, отёк мозга, почечная недостаточность, летальный исход.

## Диагностика
Три основных метода диагностики, которые позволяют определить наличие гипертонии у человека:
- измерение артериального давления,
- физикальное обследование,
- запись электрокардиограммы.

Измерение артериального давления
Измерение артериального давления проводится с помощью специального аппарата — сфигмоманометра, который может быть как автоматическим (электронным), так и ручным (ртутным или механическим анероидным). Для измерения АД ручным сфигмоманометром требуется дополнительное использование фонендоскопа.
Нормальные пределы АД у взрослого человека — 120—140/80—90 мм рт. ст. Но у некоторых людей может отмечаться более низкое давление, при котором они чувствуют себя вполне нормально, а, казалось бы, «нормальные» цифры 120/80 для них могут означать повышение АД. В большинстве же случаев пределы АД от 120 до 140 мм рт. ст. считаются в настоящее время «предгипертензией».
Артериальное давление может варьироваться в зависимости от возраста, состояния сердца, эмоционального статуса, физической активности и сопутствующих препаратов, которые человек принимает. Поэтому, если когда-либо было зафиксировано повышение АД, это ещё не значит, что у пациента гипертония. Нужно измерять АД в разное время, по меньшей мере с промежутком в 5 минут.
Медицинский анамнез
Диагностика гипертонии включает также опрос больного врачом. Врач выясняет у больного, какими заболеваниями он ранее страдал или страдает в настоящее время. Проводится оценка факторов риска (курение, повышенный уровень холестерина, сахарный диабет), плюс так называемый наследственный анамнез, то есть страдали ли гипертонией родители, дедушки-бабушки больного и другие близкие родственники.
Физикальное обследование
Физикальное обследование больного включает в себя прежде всего исследование сердца с помощью фонендоскопа. Этот метод позволяет выявить наличие шумов в сердце, изменения характерных тонов (усиление или, наоборот, ослабление), а также появление нехарактерных звуков. Эти данные, прежде всего, говорят об изменениях, происходящих в ткани сердца ввиду повышенного АД, а также о наличии пороков.
Электрокардиограмма
Электрокардиограмма — это метод, позволяющий регистрировать на специальной ленте изменение электрических потенциалов сердца во времени. Это незаменимый метод диагностики, прежде всего различных нарушений ритма сердца. Кроме того, ЭКГ позволяет определить т. н. гипертрофию стенки левого желудочка, что характерно для артериальной гипертонии.
Эхокардиография
Кроме указанных методов диагностики, применяются и другие методы, например эхокардиография (ультразвуковое исследование сердца), которое позволяет определить наличие дефектов в строении сердца, изменения толщины его стенок и состояние клапанов.
Артериография
Артериография, в том числе аортография — это рентгенологический метод исследования состояния стенок артерий и их просвета. Данный метод позволяет выявить наличие атероматозных бляшек в стенке коронарных артерий (коронарография), наличие коарктации аорты (врожденное сужения аорты на определённом участке) и т. д.
Доплерография
Доплерография — это ультразвуковой метод диагностики состояния кровотока в сосудах, как в артериях, так и в венах. При артериальной гипертензии, прежде всего, врач проверяет состояние сонных артерий и мозговых артерий. Для этого широко применяется именно ультразвук, так как он абсолютно безопасен в применении и не провоцирует осложнений.
Биохимический анализ крови
Биохимический анализ крови также применяется в диагностике гипертонии. Прежде всего выясняется уровень холестерина и липопротеинов высокой, низкой и очень низкой плотности, так как они являются показателем склонности к атеросклерозу. Кроме того, определяется уровень сахара крови. В диагностике гипертонии также используется исследование состояния почек, для чего применяются такие методы, как общий анализ мочи, биохимический анализ крови (на уровень креатинина и мочевины), а также УЗИ почек и их сосудов.
Исследование функции щитовидной железы
Анализ крови на ТТГ и гормон щитовидной железы Т4. Эти методы исследования помогают выявить роль щитовидной железы в возникновении повышения артериального давления.

## Лечение
Не подлежит сомнению, что гипертоническая болезнь излечима, во всяком случае, в первых фазах её. Поэтому первым и важнейшим условием успешной профилактики и лечения гипертонической болезни следует признать её выявление в ранних стадиях развития.Г. Ф. Ланг
Большинство практических рекомендаций по лечению артериальной гипертензии сосредоточено на пациентах старше 45—50 лет, лечение же пациентов моложе 40 лет, особенно с изолированной систолической гипертензией, на протяжении многих лет является предметом дискуссий, в связи с тем, что нет единого мнения среди экспертов, разделившихся на сторонников точек зрения «ложная (невинная) гипертензия» и «истинная гипертензия», а также с тем, что нет убедительных доказательств эффективности терапевтических стратегий для ведения пациентов в этом возрасте.
Модификации образа жизни придаётся первоочередное значение. Начинать лечение артериальной гипертензии необходимо с немедикаментозной терапии и лечения заболеваний, симптомом которых являются вторичные гипертензии, а также симптоматических компонентов гипертонической болезни. Немедикаментозное лечение артериальной гипертонии включает в себя соблюдение диеты с ограничением поваренной соли, жиров, легкоусваиваемых углеводов, благоприятный режим труда и отдыха, борьбу со стрессом, отказ от злоупотребления алкоголем, курения, употребления иных психоактивных веществ, ежедневную умеренную физическую активность, нормализацию массы тела. Только при неэффективности этого подхода немедикаментозную терапию дополняют медикаментозным лечением.
Целью медикаментозного лечения является снижение артериального давления (не простое снижение давления, а устранение причины этого высокого давления) — ниже 140/90 мм рт. ст, за исключением пациентов с высоким/очень высоким риском (сахарный диабет, ИБС и прочее), значения целевого АД для которых меньше 130/80. В начале лечения (в зависимости от стратификации риска) показана моно- или комбинированная терапия. При неэффективности монотерапии применение низкодозовых комбинаций антигипертензивных средств предпочтительнее, чем монотерапия прежним препаратом, но в максимальной дозе. В соответствии с рекомендациями, в первую очередь назначаются средства, улучшающие прогноз (снижают смертность и риски нефатальных инфарктов и инсультов).

### Принципы выбора медикаментозной терапии при артериальной гипертензии
Основной детерминантой снижения риска развития сердечно-сосудистых событий является величина снижения артериального давления и/или жёсткости периферических сосудов и гипертрофии миокарда, а не конкретное лекарственное средство. В исследовании ACCOMPLISH терапия амлодипином и беназеприлом была ассоциирована со снижением частоты сердечно-сосудистых событий на 20 %, по сравнению с комбинацией гидрохлортиазида и беназеприла, несмотря на более адекватный контроль в течение суток с второй комбинацией.
Некоторые пациенты имеют такие сопутствующие болезни, что их наличие диктует применение конкретных антигипертензивных препаратов, поскольку эти препараты имеют позитивные эффекты, независимые от снижения артериального давления. Например, после исследования ALLHAT альфа-блокаторы по-прежнему используются для терапии АГ у больных с аденомой предстательной железы, хотя и не были рекомендованы для непрерывного лечения собственно АГ (это не относится к бета-блокаторам со свойствами альфа-блокаторов, которые по-прежнему используются для лечения собственно АГ).
Для пациентов, у которых нет специальных показаний, главными классами антигипертензивных средств будут тиазидные или тиазидоподобные диуретики, диуретик торасемид, ингибиторы АПФ или блокаторы рецепторов ангиотензина (АРА), блокаторы кальциевых каналов длительного действия группы нифедипина. Поскольку имеются данные, которые подтверждают высокую эффективность комбинации ингибиторов АПФ и блокаторов кальциевых каналов, для начальной терапии рекомендуется использовать препараты именно из этих групп, поскольку в случае необходимости использования комбинированной терапии будет возможность обеспечить пациента высокоэффективной комбинацией путём простого назначения ещё одного препарата.
Придерживаясь такого подхода, лучшим препаратом для молодых пациентов (при использовании женщинами противозачаточных средств) будет представитель группы ингибиторов АПФ, а для пожилых пациентов и представителей африканской расы (так как у них значительно выше частота побочных эффектов иАПФ) лучшим выбором будет блокатор кальциевых каналов дигидропиридиновой группы, хотя у пожилых для лечения и профилактики сердечной недостаточности может быть целесообразно использовать вначале иАПФ (с добавлением бета-адреноблокаторов при наличии сердечной недостаточности или асимптоматической дисфункции левого желудочка), а частоту гиперкалиемии можно кардинально снизить назначением комбинированного препарата иАПФ и диуретиков или дополнительным назначением диуретиков. Лицам, подвергшимся высокотехнологичным вмешательствам, или с сухим кашлем и другими побочными эффектами при приёме иАПФ назначаются АРА — вместо иАПФ или в случае диабетической или IgA нефропатии вместе с минимальной дозой иАПФ при отсутствии побочных эффектов.
Если препаратом выбора у данного больного окажется тиазидный диуретик, то предпочтение следует отдать хлорталидону. Если артериальное давление пациента не снижается, разумным будет назначение пациенту препарата из другой группы, при этом вначале не прибегая к комбинированной терапии.
У пациентов, артериальное давление которых превышает целевое на 20/10 мм рт. ст., рекомендуется начинать лечение с комбинированной терапии, которая состоит из блокатора кальциевых каналов дигидропиридиновой группы и ингибитора АПФ, с добавлением диуретика.
В то же время включение в терапию блокаторов кальциевых каналов в 2,5 раза увеличивает риск рака груди у женщин 55—74 лет по сравнению и с принимающими другие антигипертензивные препараты, и с не принимающими лекарства. Теоретически это может означать также негативное влияние блокаторов кальциевых каналов на прогноз развития и других онкологических заболеваний.

### Классификация антигипертензивных препаратов
1. Диуретики
б) Тиазидные и тиазидоподобные
в) Калийсберегающие
г) Ингибиторы карбоангидразы
д) Антагонисты альдостерона
2. Антагонисты адренергических рецепторов
а) Альфа-блокаторы
б) Бета-блокаторы
с) Альфа- и бета-блокаторы
3. Агонисты адренергических рецепторов
а) Альфа2-агонисты
4. Блокаторы кальциевых каналов
5. Ингибиторы АПФ
6. Антагонисты рецепторов ангиотензина-2
7. Вазодилататоры
8. Прямые ингибитора ренина

### Бета-адреноблокаторы
Так называемая «старая» группа лекарственных препаратов. Обладают опосредованным гипотензивным эффектом за счёт уменьшения частоты сердечных сокращений и сердечного выброса. В рандомизированных исследованиях доказаны в основном по предупреждению и улучшению прогноза при ишемической болезни сердца. Увеличивают выживаемость при сердечной недостаточности, асимптоматической дисфункции левого желудочка и у больных, перенёсших инфаркт миокарда. Наиболее частым побочным эффектом является бронхоспазм, поэтому большинство специалистов не рекомендует их применение для монотерапии АГ при ХОБЛ и бронхиальной астме. При длительном приёме способствуют формированию сахарного диабета и эректильной дисфункции. Выведены из международных и европейских рекомендаций как препараты первой линии при лечении артериальной гипертензии, не сопровождающейся тахикардией, сердечной недостаточностью, асимптоматической дисфункцией левого желудочка. При их использовании особенно необходимо учитывать индивидуальные особенности каждого препарата. Основное показание к применению — комбинированная терапия при сердечной недостаточности или асимптоматической дисфункции левого желудочка (карведилол и селективные бета-блокаторы длительного высвобождения, не их обычные формы) и различные формы тахиаритмий, связанных с активизацией симпато-адреналовой системы при АГ. Также назначаются больным, перенёсшим инфаркт миокарда, при стенокардии.
- пропранолол
- соталол — антиаритмик, на практике не применяется в целях нормализации АД
- метопролол
- бисопролол
- карведилол — комбинированный блокатор бета- и альфа-рецепторов с независимым от снижения АД и блокады рецепторов кардиопротекторным эффектом
- лабеталол — очень мощный комбинированный блокатор бета- и альфа-рецепторов с высоким риском ортостатической гипотензии
- небиволол
- бетаксолол
- пиндолол
- ацебутолол
- целипролол
- атенолол

### Диуретики
Для лечения артериальной гипертонии используются, в основном, салуретики, то есть препараты, усиливающие выведение из организма ионов натрия и хлора. Так, выраженный и стойкий гипотензивный эффект дают тиазидные диуретики (производные сульфаниламидных антибиотиков). Синтез тиазидоподобных диуретиков (индапамид, хлорталидон) был предпринят для снижения нежелательных эффектов длительного приёма больших доз тиазидных диуретиков (повышения уровня холестерина, мочевой кислоты). Большинство диуретиков также уменьшают концентрацию калия в крови, поэтому с осторожностью применяются при аритмиях и сахарном диабете. Поскольку иАПФ повышают уровень калия, то комбинированное применение с иАПФ является предпочтительным для некалийсберегающих диуретиков. Смотрите, например, комбинации каптоприла и диуретиков и комбинации эналаприла и диуретиков. Снижение доз салуретиков при их комбинированном применении снижает и их нежелательные эффекты. Возможно комбинированное применение (тройная терапия) иАПФ, тиазидных или тиазидоподобных диуретиков и малых доз антагонистов альдостерона.
- гидрохлоротиазид
- индапамид
- хлорталидон
- триамтерен
- фуросемид
- торасемид
- спиронолактон — антагонист альдостерона
- амилорид

### Блокаторы кальциевых каналов (Антагонисты кальция, АКК)
Посредством блокады притока кальция в саркоплазму гладких миоцитов кровеносных сосудов препятствуют вазоспазму, за счёт чего достигается гипотензивный эффект. Влияют также на сосуды мозга, в связи с чем применяются для предупреждения нарушений мозгового кровообращения. Являются также препаратами выбора при бронхиальной астме, сочетающейся с артериальной гипертонией. Наиболее частые побочные эффекты — головная боль и отёки ног.
Дигидропиридиновые препараты:
- нифедипин
- амлодипин, левамлодипин
- фелодипин
- нимодипин
- лерканидипин
- лацидипин
- риодипин

Недигидропиридиновые препараты:
- дилтиазем
- верапамил — урежает сердечный ритм, в связи с чем не рекомендуется совместное использование с бета-адреноблокаторами.

### Ингибиторы АПФ (иАПФ)
(АПФ-Ангиотензинпревращающий фермент)
Блокируют ангиотензинпревращающий фермент (кининазу II), трансформирующий вазодилататор брадикинин и превращающий ангиотензин І в ангиотензин ІІ. Последний является мощным вазоконстриктором и, следовательно, ингибирование его образования приводит к вазодилатации и снижению АД. Обладают не связанными со снижением АД нефропротекторным и кардиопротекторным эффектами. Имеют (особенно каптоприл) наиболее значительную среди других антигипертензивных средств доказательную базу, являются препаратами выбора при сахарном диабете, метаболических нарушениях, сердечной недостаточности, асимптоматической дисфункции левого желудочка, у пожилых людей. Повышение содержания в плазме крови K и Mg и снижение содержания адреналина обеспечивают антиаритмический эффект иАПФ. ИАПФ способны повышать деформируемость эритроцитов, снижать репликацию патогенных микроорганизмов.
Наиболее частый побочный эффект — сухой кашель. Он сам по себе не опасен, но ухудшает качество жизни и поэтому может вызвать депрессию, ухудшающую течение сердечно-сосудистых заболеваний и повышающую общую заболеваемость и смертность. Крайне редкий, но в случае проявления в форме отёка гортани (примерно в 25 % случаев отёка Квинке) — смертельно опасный эффект — ангионевротический отёк. иАПФ противопоказаны при беременности, двустороннем стенозе почечных артерий, гиперкалиемии, индивидуальной непереносимости, в том числе у людей, у которых наблюдался отёк Квинке, в том числе, и не связанный с воздействием иАПФ (при наследственном отёке Квинке и т. д.). Усиливают действие этанола (алкогольных напитков), ослабляют действие лекарственных средств, содержащих теофиллин. Гипотензивное действие иАПФ ослабляется нестероидными противовоспалительными средствами и эстрогенами. Противозачаточные средства, принимаемые молодыми женщинами для обеспечения терапии иАПФ, поэтому должны быть с минимальным содержанием эстрогенов. Гипотензивное действие усиливают диуретики, другие гипотензивные лекарственные средства (бета-адреноблокаторы, метилдопа, нитраты, антагонисты кальция, гидралазин, празозин), лекарственные средства для общей анестезии, этанол. Калийсберегающие диуретики и калийсодержащие лекарственные средства увеличивают риск развития гиперкалиемии. Лекарственные средства, вызывающие угнетение функции костного мозга, повышают риск развития нейтропении и/или агранулоцитоза. Иммунодепрессанты, аллопуринол, цитостатики усиливают гематотоксичность. Раньше иАПФ часто назначались вместе с антагонистами рецепторов ангиотензина (АРА), но сейчас появились данные о нецелесообразности такой комбинации в общей популяции, хотя из-за убедительности предшествующих исследований комбинированная терапия иАПФ и АРА по-прежнему рекомендуется больным диабетической нефропатией и IgA-нефропатией.
При терапии иАПФ возможен «эффект ускользания». Он проявляется нарастанием продукции ангиотензина-2 за счет усиления так называемого «обходного» пути его продукции без участия АПФ — при помощи химазы, катепсина G и тонина. Клинически это проявляется повышением артериального давления, хотя пациенты регулярно принимают иАПФ, увеличивают кратность приёма и дозы. При этом лабораторно АПФ остается значимо заблокированным. «Эффект ускользания» может развиваться начиная с полугода постоянного приёма иАПФ. В случае его возникновения и неэффективности комбинированной терапии иАПФ с диуретиками, антагонистами кальция, антагонистами альдостерона, бета-блокаторами от блокады РААС не отказываются, а дальнейшую базисную терапию проводят сартанами.

### Антагонисты рецепторовангиотензина II(АРА, БРА, сартаны)
Первоначально препараты этого класса (саралазин) были несовершенны, и АРА не выдержали конкуренцию с иАПФ. В результате многочисленных исследований фармацевтическими компаниями созданы не уступающие длительно действующим иАПФ, а, в некоторых случаях, имеющие преимущество перед некоторыми из них, сартаны. По мнению некоторых учёных и чиновников, если бы создание совершенных сартанов произошло в 1970-х годах, они вытеснили бы некоторые иАПФ (например, самый модный в США ввиду минимального негативного взаимодействия с нестероидными противовоспалительными препаратами и другими лекарственными средствами антигипертензивный препарат лизиноприл), которые, подобно омопатрилату, вряд ли были бы зарегистрированы из-за сложностей с дозировкой (например, лизиноприл не распределяется в жировой ткани, объём которой индивидуален, но которая создаёт буфер, защищающий от передозировки, а его свойства не проникать через гематоэцефалический и плацентарный барьер могут проявляться не у всех людей) и связанных с передозировкой собственных побочных эффектов.
С начала XXI века АРА (БРА, сартаны) — самая используемая в мире, «модная» (хотя и не в странах бывшего СССР) группа антигипертензивных препаратов. АРА блокируют рецепторы AT1 ангиотензина ІІ, мощного вазоконстрикторного фактора, каким бы путём он ни был бы образован. Одновременно стимуляция ангиотензином-2 незаблокированных АРА рецепторов 2-го типа (АТ2) вызывает вазодилатацию, увеличение продукции оксида азота, стимуляцию антипролиферативных процессов. Это позволяет использовать АРА у больных артериальной гипертензией, в том числе и после высокотехнологичных хирургических вмешательств, которым могут быть противопоказаны иАПФ вследствие усиления ими восстановления органов и тканей после повреждений, разрастания соединительной ткани (пролиферации фиброцитов) и зарастания стентированных сосудов. Ввиду положительного эффекта иАПФ на снижение общей заболеваемости и смертности больных сердечной недостаточностью, который не достигается АРА и другими препаратами, для сохранения эффектов терапии иАПФ по рекомендации врачей бывает целесообразно отказаться от инвазивной, в том числе высокотехнологичной, сосудистой хирургии. Терапевтический эффект АРА подобен эффекту ингибиторов АПФ, но происходит без замедления распада брадикинина. Поэтому достоверно не вызывают сухой кашель или вызывают очень редко по сравнению с иАПФ. По данным исследования ONTARGET, применение совместно с ингибиторами АПФ не даёт ожидаемого эффекта в общей популяции.
При этом комбинированная терапия иАПФ и АРА по-прежнему рекомендуется больным диабетической и IgA-нефропатиями, особенно при недостаточной эффективности стандартно назначаемой им вначале комбинированной терапии иАПФ и диуретиками. Не всегда усиливая антигипертензивный эффект, комбинация иАПФ и АРА увеличивает нежелательные эффекты, отрицательно сказывающиеся на дальнейшем прогнозе у больных без нефропатий. Частота побочных эффектов АРА ниже, чем у многих ИАПФ, и близка к плацебо. Бытовало мнение, что АРА (сартаны) применяются только при непереносимости ИАПФ. На данный момент согласно международным кардиологическим рекомендациям показания к применению АРА (сартанов) близки и практически идентичны таковым у ИАПФ. При этом, в отличие от иАПФ, в настоящее время (май-июнь 2012), по мнению Кохрановского сотрудничества, АРА не эффективны в отношении снижения общей заболеваемости и смертности при сердечной недостаточности, независимо от того, сохранена или нарушена сократительная функция левого желудочка. Нет доказательств безопасного применения сартанов при беременности. Иногда, хотя и значительно реже, чем иАПФ, могут вызывать опасный для жизни отёк гортани у тех же больных, у которых он вызывается иАПФ. Частота подобного побочного эффекта приближается к 0,1 %. АРА могут оказывать урикозурический эффект, благоприятный при подагре, но этот эффект может способствовать образованию почечных камней и усилению оксидативных процессов в организме больных без подагры.
Любые длительно действующие проникающие в ткани (кроме крови и почек) воздействующие на ренин-ангиотензин-альдостероновую систему препараты (сартаны и многие иАПФ) изменяют функционирование тканевых ренин-ангиотензиновых систем, участвующих в регулировании интеллекта, репродукции и других важных функций организма. У принимающих сартаны на 35—40 % меньше, чем у принимающих другие антигипертензивные препараты, развивается болезнь Альцгеймера. Это может быть связано не только с тем, что АРА назначают более молодым больным, но и с тем, что, согласно некоторым исследованиям, способные проникать в головной мозг иАПФ (золотой стандарт иАПФ — каптоприл — к ним не относится) тормозят распад и способствуют накоплению бета-амилоида. При этом иАПФ так же, как и АРА, показавшие превосходство в профилактике болезни Альцгеймера, или эффективнее, снижают частоту сосудистых и смешанных деменций. Это важно в связи с тем, что в Англии, Европе и России болезнь Альцгеймера в чистом виде, без сочетания с сосудистыми и иными деменциями, встречается значительно реже, чем в США.
- лозартан
- валсартан
- телмисартан
- ирбесартан
- эпросартан
- кандесартан
- олмесартан

### Агонисты имидазолиновых рецепторов и агонисты альфа-2-адренорецепторов мозга
Не включены в международные рекомендации. Независимо от этого, используются для терапии АГ, часто при самолечении. Агонисты имидазолиновых рецепторов могут применяться при метаболическом синдроме. Встречается побочный эффект (в 2 % случаев) — сухость во рту, который не требует отмены препарата и проходит в процессе лечения. Самый опасный побочный эффект длительного приёма всех сосудорасширяющих препаратов, включая агонисты альфа-2-адренорецепторов мозга и агонисты имидазолиновых рецепторов — повышение внутричерепного давления, даже если оно сопровождается снижением центрального артериального давления. Существуют значительные побочные эффекты со стороны ЦНС. Могут развиться резистентность и привыкание.
- клонидин (клофелин) — агонист альфа-2-адренорецепторов в мозге, для лечения гипертонических кризов
- метилдопа
- моксонидин
- рилменидин
- гуанфацин

### Антагонисты рецепторовэндотелина
- апроцитентан[англ.]

### Комбинированные препараты
Комбинации двух антигипертензивных препаратов делят на рациональные (доказанные), возможные и нерациональные. Рациональные комбинации: ИАПФ+диуретик, БРА+диуретик, АКК+диуретик, БРА+АКК, ИАПФ+АКК, β-АБ + диуретик. Существуют фиксированные комбинации (в одной таблетке) в виде готовых лекарственных форм, обладающих значительным удобством в применении и увеличивающие приверженность больных к лечению:
- Ингибитор АПФ + диуретик (Нолипрел А, Ко-ренитек, Энап Н, Фозикард Н, Берлиприл плюс, Рами-Гексал композитум, Липразид, Эналозид, Ко-Диротон)
- Ингибитор АПФ + Антагонист кальция (Экватор, Гиприл А, Престанс, Рами-Азомекс)
- БРА + диуретик (Гизаар, Лозарел Плюс, Ко-Диован, Лозап+, Валз (Вазар) Н, Диокор, Микардис плюс)
- БРА + Антагонист кальция (Амзаар, Эксфорж, Ло-Азомекс)
- Антагонист кальция (дигидропиридиновый) + β-АБ (Бета-Азомекс)
- Антагонист кальция (недигидропиридиновый) + Ингибитор АПФ (Тарка)
- Антагонист кальция (дигидропиридиновый) + диуретик (Азомекс Н)
- β-АБ + диуретик (Лодоз)

Одной из наиболее используемых является комбинация иАПФ и диуретиков. Показания к применению этой комбинации: диабетическая и недиабетическая нефропатия, микроальбуминурия, гипертрофия левого желудочка, сахарный диабет, метаболический синдром, пожилой возраст, изолированная систолическая АГ.

### Инвазивные методы
Также проводятся исследования осуществляемого путём частичной почечной симпатической денервации минимально инвазивного лечения стойкой к обычной немедикаментозной и медикаментозной терапии не менее чем тремя антигипертензивными препаратами, один из которых — диуретик, с систолическим артериальным давлением в условиях терапии не менее 160 мм рт. ст., в том числе злокачественной, артериальной гипертензии. Такое вмешательство достаточно будет провести один раз, и пациент со временем больше вообще не будет нуждаться в неэффективном у этих больных строгом графике ежедневного приёма препаратов, переходя на курсовое лечение ими. Возможно, что перерывы в приёме препаратов в будущем позволят зачать и выносить ребёнка без воздействия на плод антигипертензивной терапии. В теле человека не остаётся никаких чужеродных предметов. Вся манипуляция производится эндоваскулярным методом с помощью вводимого в почечные артерии специального катетера. Отобрана группа из 530 человек для изучения долгосрочных эффектов такой денервации в условиях США. По данным 2000 таких операций за пределами США за два года у 84 % больных удалось добиться снижения систолического давления не менее чем на 30 мм рт. ст., а диастолического давления — не менее чем на 12 мм рт. ст.
В своё время подобное лечение артериальной гипертензии и большинства других болезней висцеральных органов предлагал ещё Ф. И. Иноземцев, но в его время не было необходимых медикаментозных препаратов и минимально инвазивных процедур. Показана эффективность лечения этим методом резистентной артериальной гипертензии у больных тяжёлой и умеренной хронической почечной недостаточностью. В случае отсутствия долгосрочных опасных эффектов у больных резистентной артериальной гипертензией планируется широко использовать этот метод именно для лечения многих других заболеваний и резистентной, особенно злокачественной, артериальной гипертензии, он вряд ли будет широко применяться для терапии обычной нерезистентной к медикаментозному лечению артериальной гипертензии. Инвазивное лечение и до проведения этого исследования широко использовалось по показаниям при лечении заболеваний, проявляющихся вторичными гипертензиями, и симптоматических компонентов гипертонической болезни. Например, оно используется при лечении патологической извилистости артерий (кинкинга и койлинга), которая может быть врождённой, возникать при сочетании атеросклероза и артериальной гипертензии, быть следствием артериальной гипертензии и способствовать её усилению и прогрессированию.
Чаще всего локализуется во внутренней сонной артерии, обычно — перед входом в череп. Кроме того, могут поражаться позвоночные, подключичные артерии и брахиоцефальный ствол. В артериях нижних конечностей этот вид нарушения кровообращения встречается значительно реже и имеет меньшее клиническое значение, нежели в брахиоцефальных сосудах. Инвазивное лечение при патологической извитости, которая может встречаться у почти трети людей и не всегда является причиной АГ, заключается в резекции пораженного сегмента с последующим прямым анастомозом конец в конец.

### Нейромедиаторы, способные воздействовать на артериальное давление
- Адреналин
- Норадреналин (вазоконстриктор-сосудосуживатель)
- Ацетилхолин
- Ангиотензин (вазоконстриктор-сосудосуживатель)
- Альдостерон (удерживает натрий и жидкость)

## Комментарии
1. ↑  В нормативных словарях русского языка для слова «гипертензия» указано ударение на предпоследний слог[3], однако в энциклопедической литературе ударение систематически ставится на третий от конца слог: «гиперте́нзия»[4][5][6].